# Nakhitjevan
Nakhitjevan (på aserbajdsjansk Naxçıvan, mere officielt Naxçıvan Muxtar Respublikası) er en autonom republik syd for Kaukasus, som politisk tilhører Aserbajdsjan. Området er en eksklave med Armenien mellem sig og det øvrige land. Nakhitjevan er 5.500 km² stort og har omkring 310.000 indbyggere. Hovedstaden er Nakhitjevan. Foruden mod Armenien i nord og øst grænser Nakhitjevan mod Iran i syd og vest samt mod en lille tyrkisk strimmel mellem Iran og Armenien i nordvest.